# آن هاچینسون
آن ماربوری هاچینسون (به انگلیسی: Anne  Marbury Hutchinson) (تولد ۱۵۹۱ - وفات آگوست / سپتامبر ۱۶۴۳) " نماینده شجاع آزادی های مدنی و بردباری مذهبی "